# Openbare Licentie van de Europese Unie
De Openbare Licentie van de Europese Unie (ook: EUPL als afkorting van het Engelse European Union Public Licence) is een door de Europese Unie uitgegeven softwarelicentie, het doel is uiteindelijk een vrijesoftwarelicentie.
Versie 1.0 is op 9 januari 2007 door de Europese Commissie goedgekeurd voor de Engelse, Duitse en Franse versie. De vertaling voor de overige 20 talen werd goedgekeurd op 9 januari 2008. Het uitbrengen van de licentie draagt bij aan de licentieproliferatie, het is wel de eerste opensourcelicentie uitgebracht door een internationale overheid.
De licentie is in eerste instantie bedoeld voor de verspreiding van ontwikkelde software in het IDABC-programma, met de gekozen opzet zou het ook geschikt zijn voor andere software. Zwaartepunten in de licentie zijn compatibiliteit met de lokale wetgeving in de 27 EU-landen en compatibiliteit met andere populaire vrijesoftwarelicenties zoals de GNU General Public License. De eerst genoemde softwarepakketten zijn CIRCA-groupware, IPM en de eLink-G2G, G2C, G2B-specificatiesoftware.
De nieuwste versie van de openbare licentie van de Europese Unie (EUPL) — versie 1.2 — is vrijgegeven op 18 mei 2017.
In november 2023 werd een discussienota, "De zeven pijlers van wijsheid", gepubliceerd in het kader van de goedkeuring van de Interoperable Europe Act, ter discussie voorgesteld door de schrijvende auteur van de EUPL-1.2, waarin de filosofie achter de EUPL-tekst wordt uitgelegd.

## Verenigbare licenties
De licentie is enkelzijdig compatibel met de volgende licenties. Dat wil zeggen dat werken onder de EUPL-licentie ook verspreid mogen worden onder een van de volgende licenties.
- General Public License (GPL) v. 2 (& GPL v. 3 in EUPL v1.2)
- GNU Affero General Public License (AGPL) v. 3 in EUPL 1.2
- Open Software License (OSL) v. 2.1, v. 3.0
- Common Public License v. 1.0
- Eclipse Public License v. 1.0
- CeCILL v. 2.0, 2.1
- Creative Commons Attribution-ShareAlike v. 3.0 Unported (CC BY-SA 3.0) voor andere werken dan software
- AGPL (EUPL v1.2)
- LGPL (EUPL v1.2)
- Mozilla Public License (MPL) (EUPL v1.2)
- Québec Free and Open-Source Licence — Reciprocity (LiLiQ-R) of Strong Reciprocity (LiLiQ-R+).

## Mogelijke upgrade
Er is nog geen overeenstemming over de Application Service Provider-modelloophole van softwaredistributie en op welke wijze de licentie gevolgen heeft voor dynamic linking.